# Crater 2
Crater 2 är Vintergatans fjärde största satellitgalax belägen cirka 380 000 ljusår från jorden.  Den kommer antagligen att bli en del av Vintergatan i framtiden.  Dess upptäckt år 2016 avslöjade betydande luckor i astronomernas förståelse av galaxer med relativt små halvljusdiametrar och antydde möjligheten att många oupptäckta dvärggalaxer kretsar kring Vintergatan. Crater 2 identifierades i bilddata från VST ATLAS-kartläggningen.
Galaxen har en ekvivalentradie på ca 1 100 parsec, vilket gör den till Vintergatans fjärde största satellitgalax. Den har en vinkelstorlek som är ungefär dubbelt så stor som månens. Trots den stora storleken har Crater 2 en förvånansvärt låg ytlig ljusstyrka, vilket antyder att den inte är särskilt massiv. Dessutom är dess hastighetsspridning också låg, vilket tyder på att den kan ha bildats i en halo med låg mörk materia-densitet. Alternativt kan det vara ett resultat av tidvatteninteraktioner med den och större galaxer, som Vintergatan och Stora magellanska molnet, men enligt vissa simuleringar skulle detta inte förklara den relativt stora storleken. Denna ovanligt låga hastighetsspridning förutspåddes med hjälp av modifierad newtonsk dynamik, ett alternativ till hypotesen om mörk materia. Denna förutsägelse bekräftades senare genom observationer.